# Gaupne
Gaupne är en tätort som utgör centralort i Lusters kommun i Vestland fylke i västra Norge.
Viktiga näringar i Gaupne är verkstadsindustri, konfektions- och cementindustri samt grafisk industri. Här ligger Statkrafts huvudadministration för region Midt-Norge. Strax ovanför tätorten ligger Leirdøla kraftverk (110 MW).
Gaupne socken tillhör Jostedals pastorat (norska: prestegjeld och omfattar området kring Gaupnefjordens botten och nedre delen av Jostedalen. Gaupne gamla kyrka är en långkyrka i trä från 1640-talet, med renässansinteriör och en portal från en äldre stavkyrka. Kyrkan ägs av Fortidsminneforeningen.
Namnet Gaupne kommer av fornnordiskans gaupn, som betyder 'handflata' eller 'näve'. Det har samband med dess läge mellan höga fjäll.

## Bildgalleri

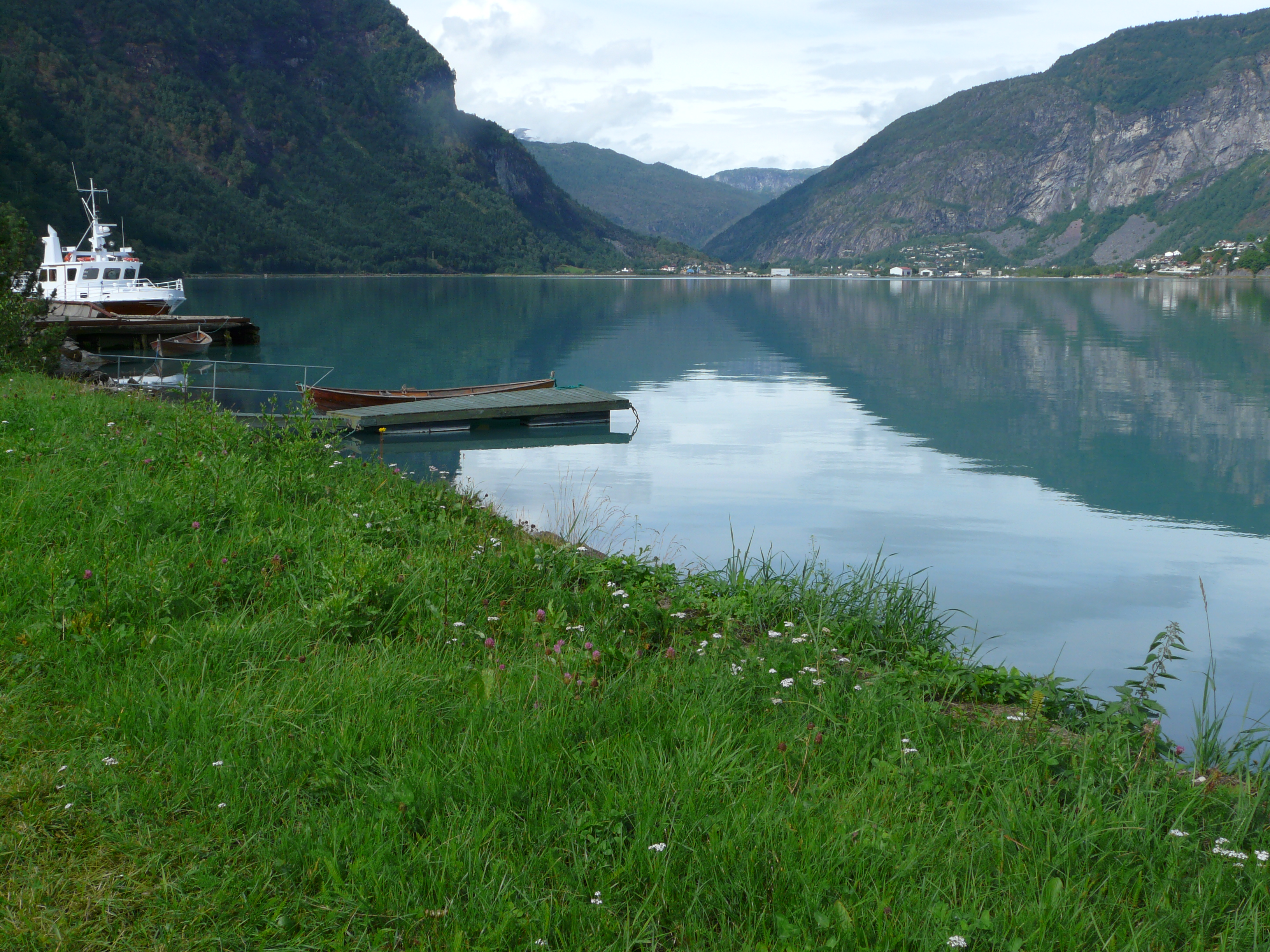
Gaupne
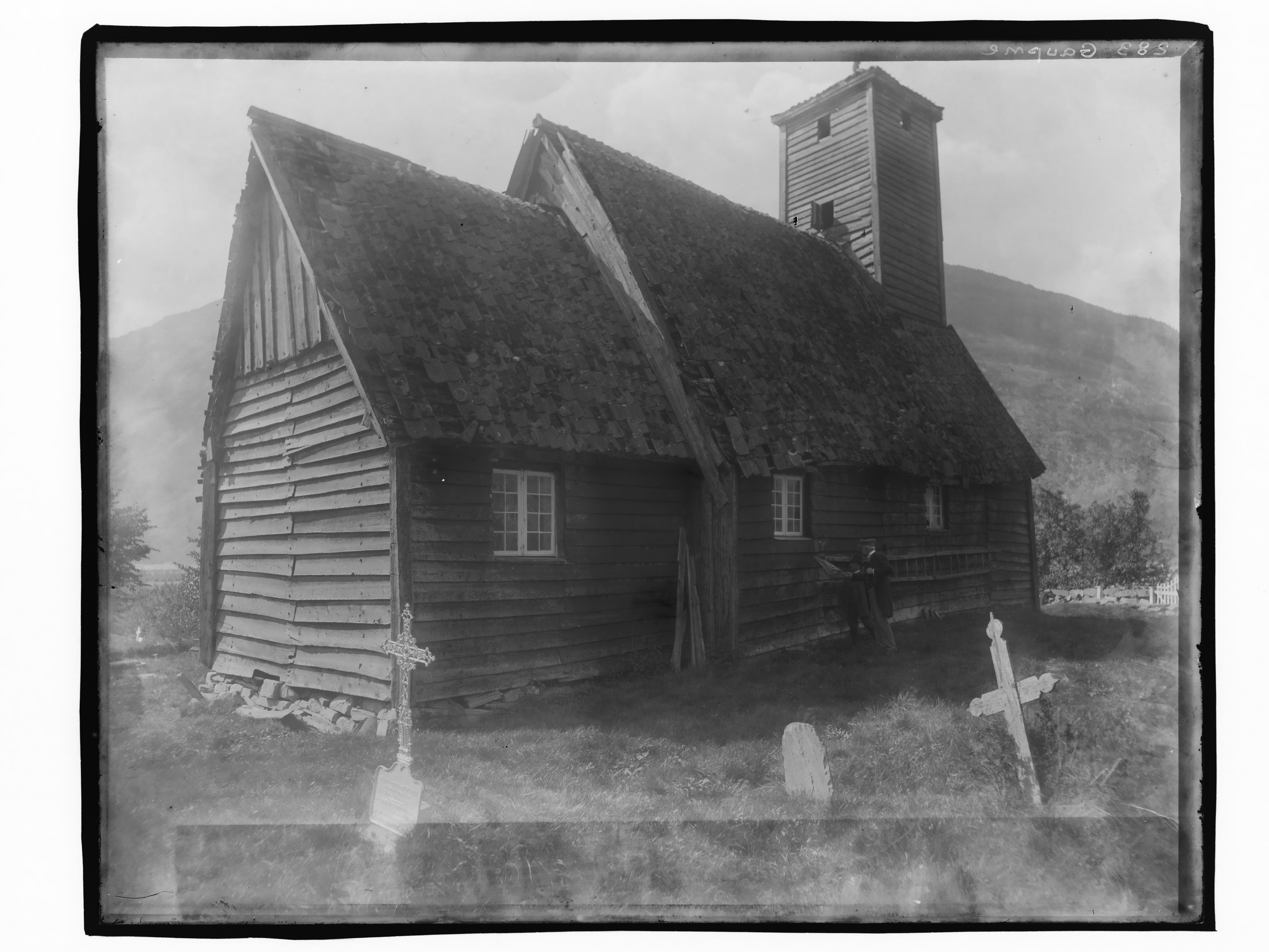
Gaupne gamla kyrka ca. 1900
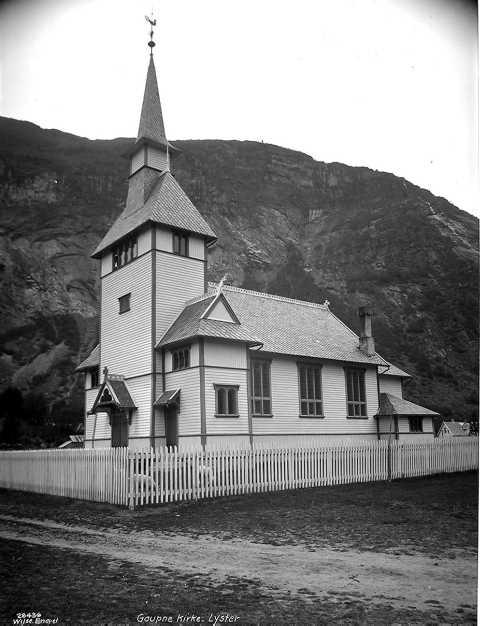
Gaupne kyrka 1926